# Growth hacking
Growth hacking – jedna z metodyk prowadzenia działań marketingowych, sprzedażowych i rozwoju produktu.
W odróżnieniu od tradycyjnych metod marketingowych nie skupia się tylko na dwóch pierwszych etapach lejka sprzedażowego, tj. budowaniu świadomości i pozyskiwaniu klientów. Swoim zasięgiem obejmuje cały lejek – budowanie świadomości, pozyskiwanie klientów, ich retencję, zwiększanie zysków i polecanie produktów. Jedna z najprostszych definicji mówi, że growth hacking to „działania skupione wokół pełnego lejka sprzedażowego/marketingowego, oparte na danych i szybkim testowaniu kolejnych hipotez, w celu zbudowania przewidywalnego wzrostu, najczęściej w przedsiębiorstwach, które nie mają dużego budżetu na marketing, ale zachowują szansę na duży i szybki wzrost”.
Celem growth hackingu nie są jak największe zasięgi (stąd rezygnacja z tradycyjnych metod marketingowych jak np. reklama w telewizji), a dotarcie do możliwie najlepiej określonej grupy docelowej przy jak najniższym możliwym koszcie takiego dotarcia.
Bardzo często wykorzystywane są rozwiązania innowacyjne, a zarazem tańsze takie jak, np. media społecznościowe czy marketing wirusowy. W odniesieniu do obecnych użytkowników technika ta ma na celu utrzymanie ich zainteresowania tak, aby nie zrezygnowali z danej usługi. Celem growth hacking może być maksymalizacja sprzedaży usługi bądź produktu, budowanie zasięgu, wzrost konwersji zakupowych czy rejestracji konta.
Pierwszy raz terminu tego użył Sean Ellis w 2010 roku – szukając kolejnego pracownika łączącego umiejętności marketingowca i programisty nie mógł znaleźć odpowiedniej nazwy dla wspomnianego stanowiska. Słowo „hacker” użyte w nazwie ma logiczne wyjaśnienie. Osoba zajmująca się growth hackingiem wykorzystuje niekiedy luki i niedociągnięcia, które pojawiają się w systemach informatycznych do osiągnięcia przewagi.
Twitter, Facebook, Dropbox, Pinterest, LinkedIn, Expedia, YouTube, Groupon, Tinder i Instagram są firmami, które używały i nadal używają technik growth hackingu do budowania pozycji swoich marek i podnoszenia zysków.